# Podalia bolivari
Podalia bolivari is een vlinder uit de familie van de Megalopygidae. De wetenschappelijke naam van de soort is voor het eerst geldig gepubliceerd in 1884 door Heylaerts.